# Philip Stanhope, II conte di Stanhope
Philip Stanhope, II conte di Stanhope (15 agosto 1714 – 7 marzo 1786), è stato un nobile inglese.

## Biografia
Era il figlio di James Stanhope, I conte Stanhope, e di sua moglie Lady Lucy Pitt.
Succedette al padre nel 1721.
Era un membro della Royal Society, e aveva un interesse permanente per la matematica. Era venuto in contatto con Thomas Bayes, uno dei fondatori dell'inferenza bayesiana.

## Matrimonio
Sposò, il 25 luglio 1745, Lady Grizel Hamilton, figlia di Charles Hamilton, Lord Binning. Ebbero due figli:
- Philip Stanhope, visconte Mahon (5 luglio 1746-6 luglio 1763)
- Charles Stanhope, III conte di Stanhope (8 agosto 1753-15 dicembre 1816)

| Controllo di autorità | VIAF (EN) 66344122 · ISNI (EN) 0000 0000 4982 5418 · LCCN (EN) nr93037153 · GND (DE) 1188767550 |